# إريك هوكينز
إريك هوكينز (بالإنجليزية: Erick Hawkins)‏ هو مصمم رقص أمريكي، ولد في 23 أبريل 1909 في ترينيداد في الولايات المتحدة، وتوفي في 23 نوفمبر 1994 في نيويورك في الولايات المتحدة.

## وصلات خارجية
- إريك هوكينز على موقع IMDb (الإنجليزية)
- إريك هوكينز على موقع قاعدة بيانات برودواي على الإنترنت (الإنجليزية)